# Дюпруа, Поль
Поль Дюпруа (фр. Paul Duproix; 14 августа 1851, Макон — 24 января 1912, Женева) — швейцарский писатель, профессор педагогики, номинант на Нобелевскую премию по литературе 1901 года.
Окончил филологический факультет Женевского университета, открыл бесплатные курсы по педагогике, которые стали достаточно успешными. Его учение становилось все более популярным, если судить по посещаемости его курса. Он занимает должность декана, публикует статьи о проблемах образования. Во время подготовки к открытию Института педагогических наук Дюпруа настаивает сохранение преподавания философии на филологическом факультете. Внезапно умер в 1912 году.